# Monety kolekcjonerskie III RP w 2014
W 2014 roku Narodowy Bank Polski wyemitował 24 monety kolekcjonerskie o nominałach od 10 do 500 złotych. Wprowadził także do sprzedaży wspólnie z Turecką Mennicą Państwową zestaw monet kolekcjonerskich. W dniu 26 czerwca wyemitowano monety o wartości 20 złotych i 50 lir tureckich z okazji 600-lecia stosunków dyplomatycznych polsko-tureckich.

## Spis monet
| Moneta                                                               | Nominał     | Stop     | Średnica (mm)       | Masa (g) | Nakład | Data emisji    | Projektant                                | Wizerunek    |
| -------------------------------------------------------------------- | ----------- | -------- | ------------------- | -------- | ------ | -------------- | ----------------------------------------- | ------------ |
| Polska Reprezentacja Olimpijska Soczi 2014                           | 10 złotych  | Ag 925   | 32                  | 14,14    | 30 000 | 23 stycznia    | Robert Kotowicz                           | Awers Rewers |
| Polska Reprezentacja Olimpijska Soczi 2014                           | 200 złotych | Au 900   | 27                  | 15,50    | 2 500  | 23 stycznia    | Urszula Walerzak                          | Awers Rewers |
| Konik polski Seria: Zwierzęta Świata                                 | 20 złotych  | Ag 925   | 38,61               | 28,28    | 45 000 | 24 lutego      | Ewa Tyc-Karpińska Tadeusz Tchórzewski     | Awers Rewers |
| Kazimierz Wielki Seria: Skarby Stanisława Augusta                    | 50 złotych  | Ag 999   | 45                  | 62,20    | 5 000  | 3 marca        | Anna Wątróbska-Wdowiarska Robert Kotowicz | Awers Rewers |
| Kazimierz Wielki Seria: Skarby Stanisława Augusta                    | 500 złotych | Au 999,9 | 45                  | 62,20    | 750    | 3 marca        | Anna Wątróbska-Wdowiarska Robert Kotowicz | Awers Rewers |
| Denar typu 2. Bolesława Krzywoustego Seria: Historia Monety Polskiej | 10 złotych  | Ag 925   | 32                  | 14,14    | 20 000 | 3 marca        | Dominika Karpieńska-Kopiec                | Awers Rewers |
| Kanonizacja Jana Pawła II                                            | 10 złotych  | Ag 925   | 32                  | 14,14    | 50 000 | 15 kwietnia    | Andrzej Nowakowski                        | Awers Rewers |
| Kanonizacja Jana Pawła II                                            | 100 złotych | Au 900   | 21                  | 8        | 5 000  | 15 kwietnia    | Andrzej Nowakowski                        | Awers Rewers |
| Kanonizacja Jana Pawła II                                            | 500 złotych | Ag 999   | 100                 | 1 000    | 966    | 15 kwietnia    | Andrzej Nowakowski                        | Awers Rewers |
| 100. rocznica urodzin Jana Karskiego                                 | 10 złotych  | Ag 925   | 32                  | 14,14    | 30 000 | 24 kwietnia    | Sebastian Mikołajczak                     | Awers Rewers |
| 100. rocznica urodzin Jana Karskiego                                 | 200 złotych | Au 900   | 27                  | 15,50    | 2 500  | 24 kwietnia    | Sebastian Mikołajczak                     | Awers Rewers |
| 600 lat stosunków dyplomatycznych polsko-tureckich                   | 20 złotych  | Ag 925   | 38,61               | 31,10    | 10 000 | 26 czerwca     | Urszula Walerzak                          | Awers Rewers |
| Patrioci 1994. Obywatele 2014                                        | 20 złotych  | Ag 925   | 38,61               | 28,28    | 35 000 | 28 lipca       | Sebastian Mikołajczak                     | Awers Rewers |
| Ludwik Węgierski Seria: Skarby Stanisława Augusta                    | 50 złotych  | Ag 999   | 45                  | 62,20    | 5 000  | 10 września    | Anna Wątróbka-Wdowiarska Urszula Walerzak | Awers Rewers |
| Ludwik Węgierski Seria: Skarby Stanisława Augusta                    | 500 złotych | Au 999,9 | 45                  | 62,20    | 750    | 10 września    | Anna Wątrobka-Wdowiarska Urszula Walerzak | Awers Rewers |
| Brakteat Mieszka III Seria: Historia Monety Polskiej                 | 10 złotych  | Ag 925   | 32                  | 14,14    | 20 000 | 10 września    | Dominika Karpińska-Kopiec                 | Awers Rewers |
| 150. rocznica urodzin Stefana Żeromskiego                            | 10 złotych  | Ag 925   | 32                  | 14,14    | 30 000 | 2 października | Robert Kotowicz                           | Awers Rewers |
| 150. rocznica urodzin Stefana Żeromskiego                            | 200 złotych | Au 900   | 27                  | 15,50    | 2 500  | 2 października | Dominika Karpińska-Kopiec                 | Awers Rewers |
| Józef Chełmoński Seria: Polscy Malarze XIX/XX wieku                  | 20 złotych  | Ag 925   | 40 x 28 (klipa)     | 28,28    | 30 000 | 7 listopada    | Ewa Olszewska-Borys                       | Awers Rewers |
| Jadwiga Seria: Skarby Stanisława Augusta                             | 50 złotych  | Ag 999   | 45                  | 62,20    | 5 000  | 4 grudnia      | Anna Wątróbska-Wdowiarska Robert Kotowicz | Awers Rewers |
| Jadwiga Seria: Skarby Stanisława Augusta                             | 500 złotych | Au 999,9 | 45                  | 62,20    | 750    | 4 grudnia      | Anna Wątróbska-Wdowiarska Robert Kotowicz | Awers Rewers |
| Brakteat Leszka Białego Seria: Historia Monety Polskiej              | 10 złotych  | Ag 925   | 32                  | 14,14    | 20 000 | 4 grudnia      | Dominika Karpińska-Kopiec                 | Awers Rewers |
| Grzegorz Ciechowski Seria: Historia polskiej muzyki rozrywkowej      | 10 złotych  | Ag 925   | 32                  | 14,14    | 30 000 | 11 grudnia     | Grzegorz Pfeifer                          | Awers Rewers |
| Grzegorz Ciechowski Seria: Historia polskiej muzyki rozrywkowej      | 10 złotych  | Ag 925   | 28,2 x 28,2 (klipa) | 14,14    | 30 000 | 11 grudnia     | Grzegorz Pfeifer                          | Awers Rewers |